# Palügletscher
Der Palügletscher (im lombardischen Dialekt des Valposchiavo Vadret da Palü) ist ein Gletscher in der Berninagruppe der Schweizer Alpen im Kanton Graubünden.

## Entwicklung

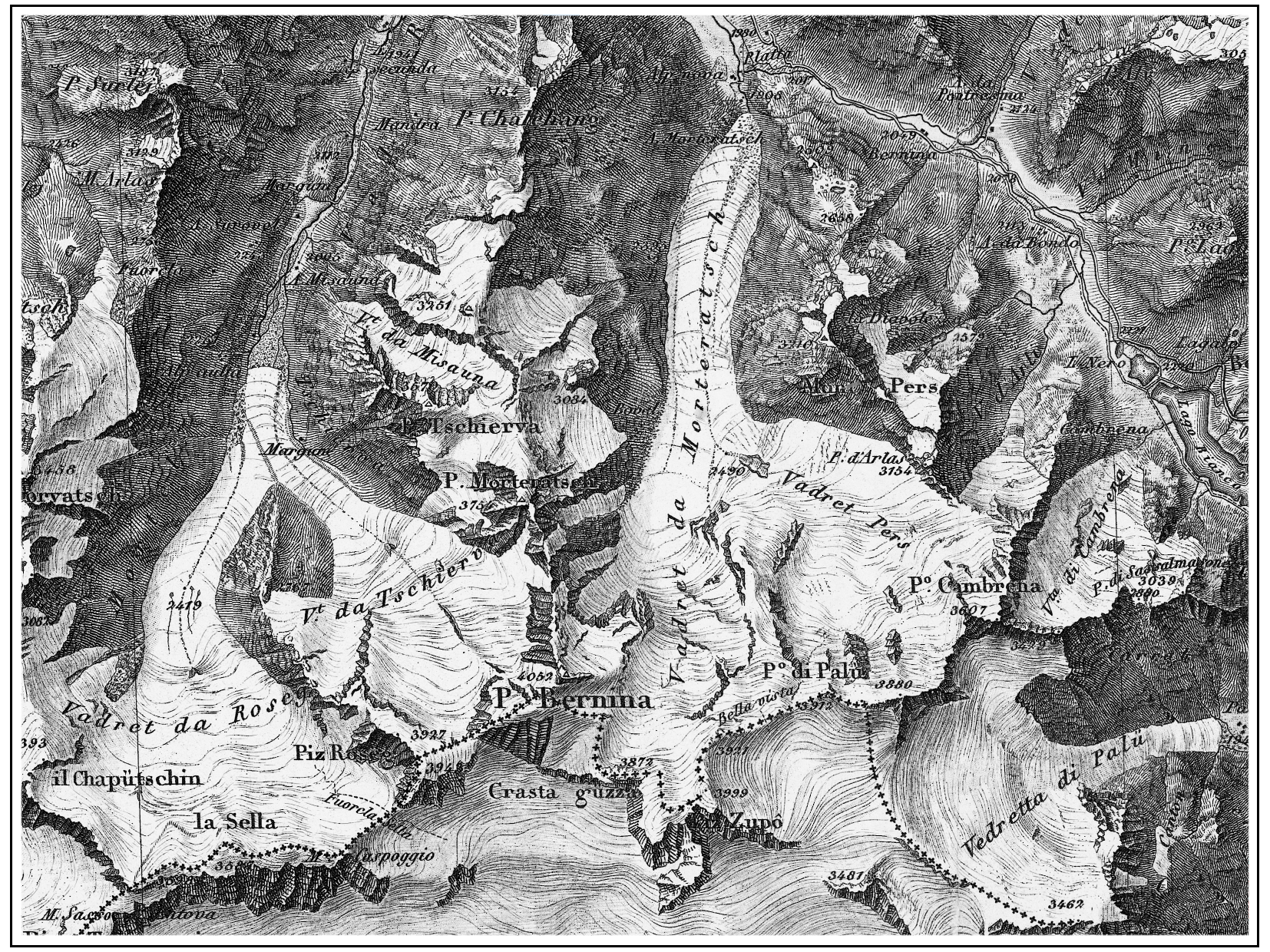
Gletscher der Berninagruppe auf der Dufourkarte von 1866: Roseg-, Tschierva-, Morteratsch-, Pers-, Cambrena- und Palügletscher
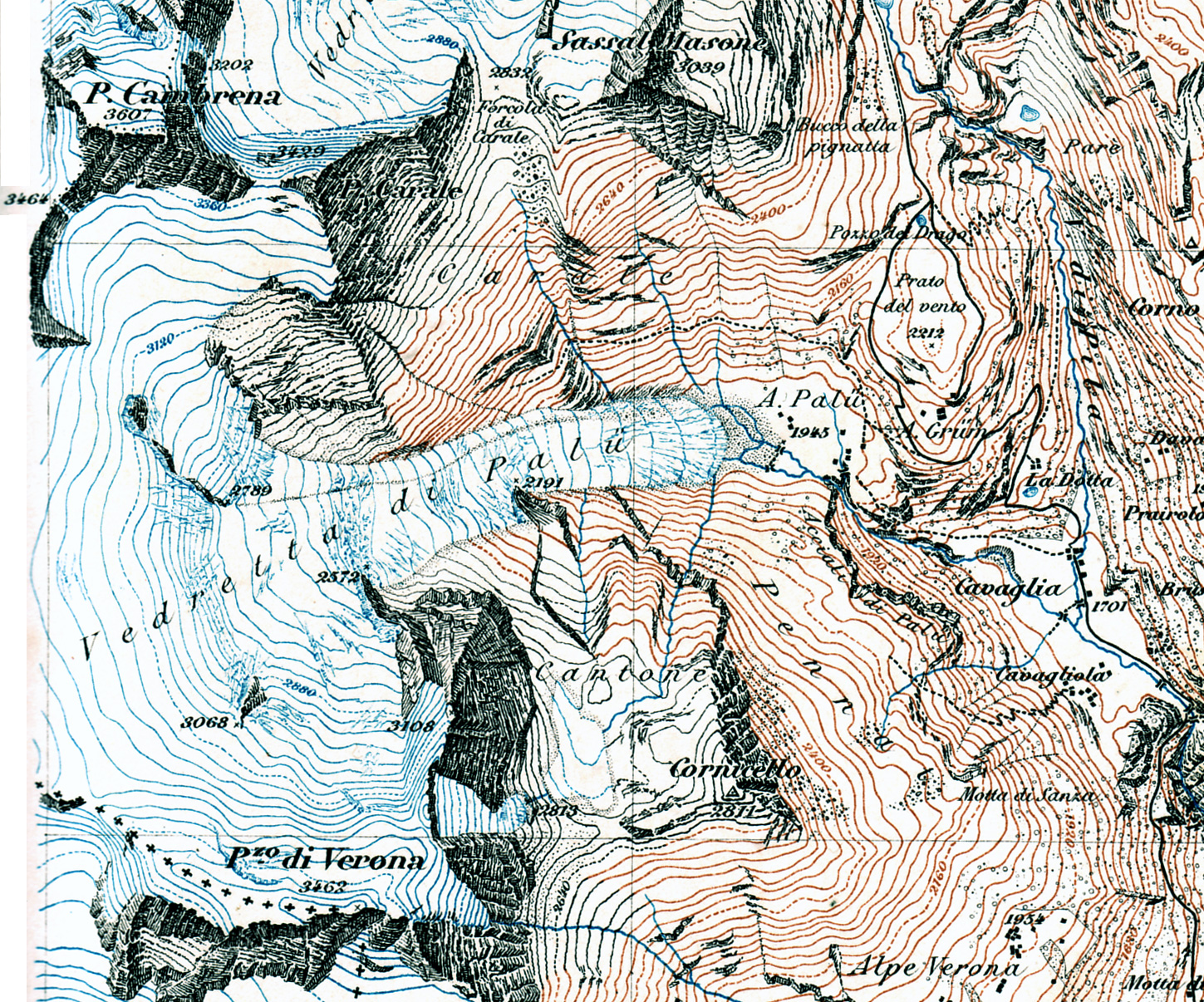
Der Palügletscher im Topographischen Atlas der Schweiz von 1877

Der Palügletscher erreichte um 1860 seinen letzten Höchststand, als seine Zunge bis weit in die Ebene der Alp Palü vorstiess. Bereits in der ersten Hälfte des 20. Jahrhunderts zog sich der Gletscher aus dieser Ebene zurück. In den 1970er Jahren verharrte er kurz über der ersten Felsschwelle oberhalb der Alp. Seit Beginn der 1990er Jahre beschleunigte sich der Abschmelzungsprozess dramatisch und die Zunge des Gletschers zog sich immer weiter über die Felsen zurück; 2015 lag ihr Ende auf ca. 2600 m ü. M. Beim Höchststand hatte sie ca. 1940 m ü. M. erreicht. Ab dem Jahr 2000 bildete sich am Fuss des Gletschers auf der ersten Felsterrasse über der Alp Palü ein neuer See, der Lagh da Caralin.
Das Schmelzwasser des Gletschers fliesst als Aqua da Palü in den Palüsee, wo der grösste Teil von den Kraftwerken der Rätia Energie gefasst wird.
| Jahr         | 1850 | 1973 | 1999/2000 | 2013        |
| Fläche (km²) | 8    | 6,5  | 5,8       | 5,37 (2015) |
| Länge (km)   | 5,5  | 3,8  | 3,8       | 3,6         |

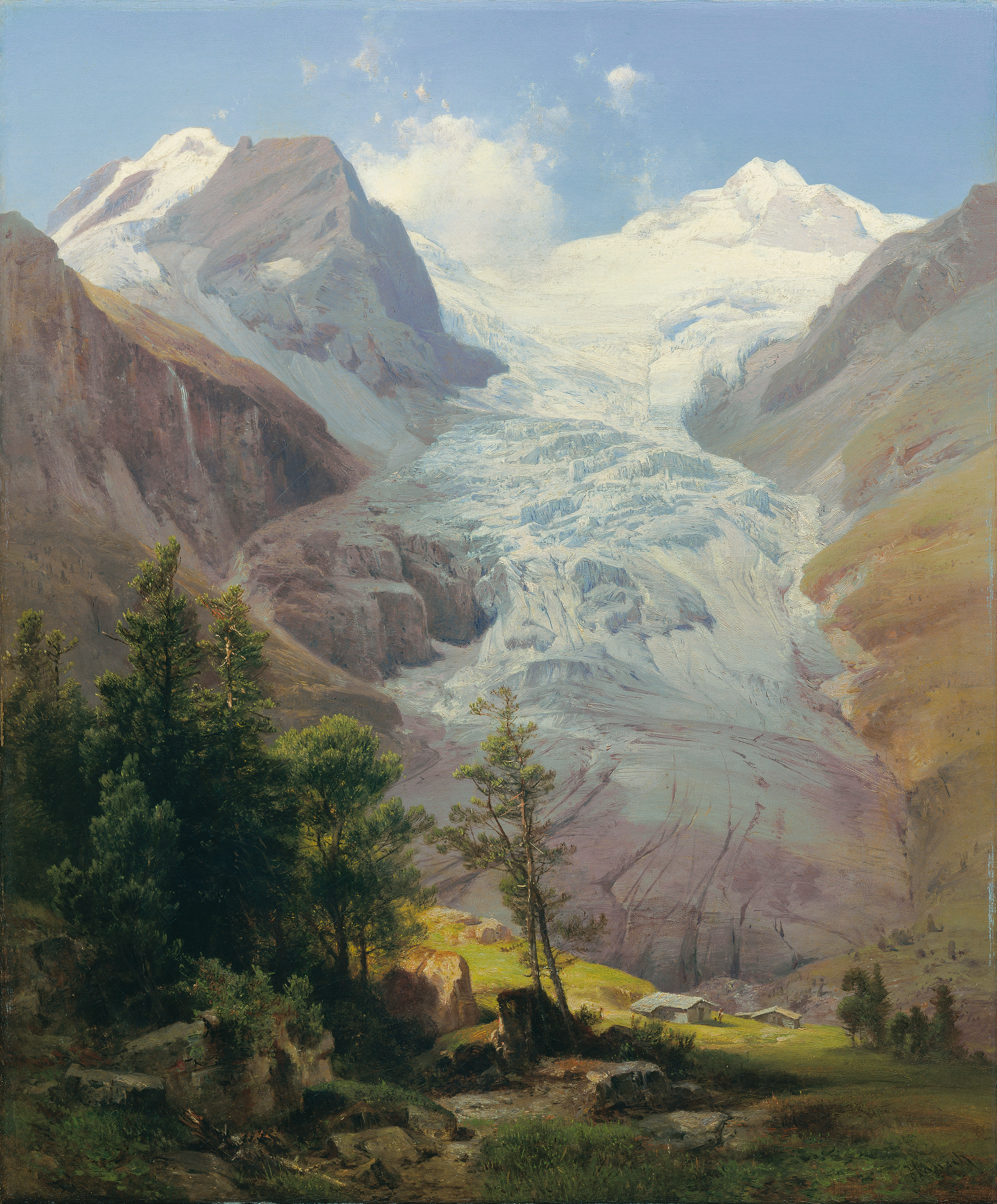
1855/1860 Anton Hansch
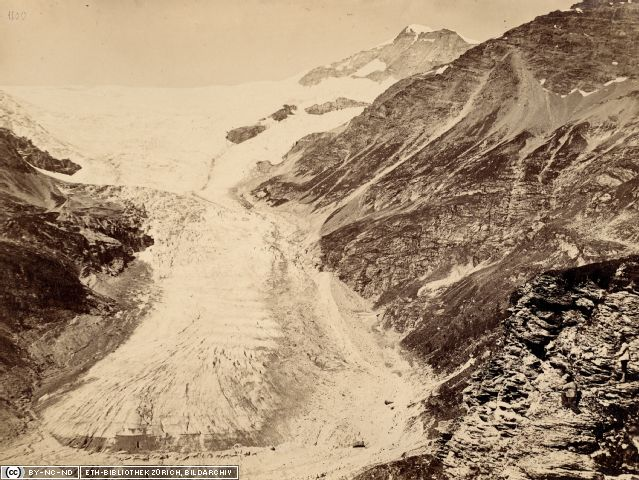
1867
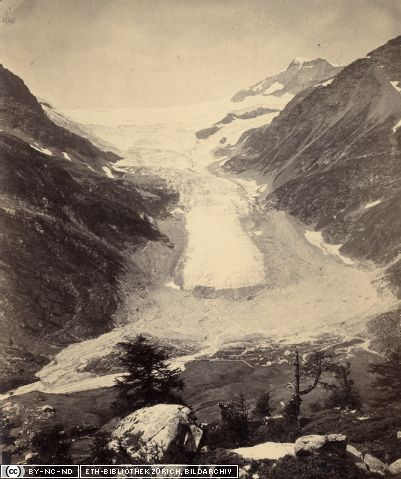
1873
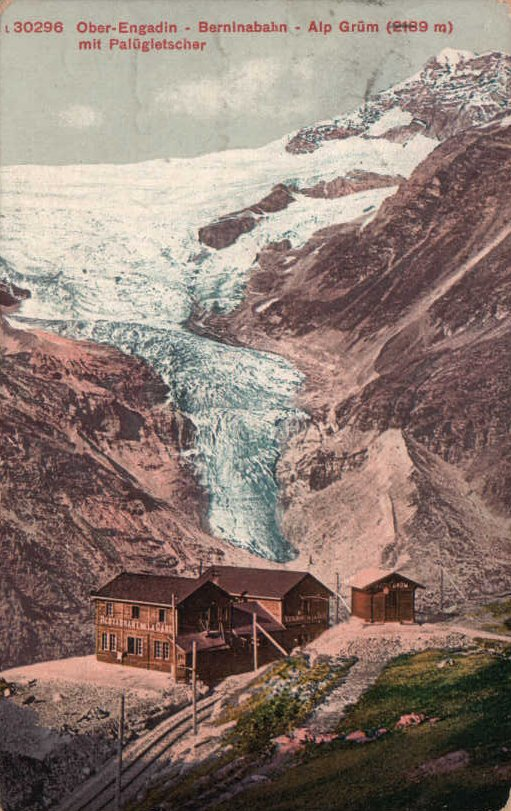
ca. 1910
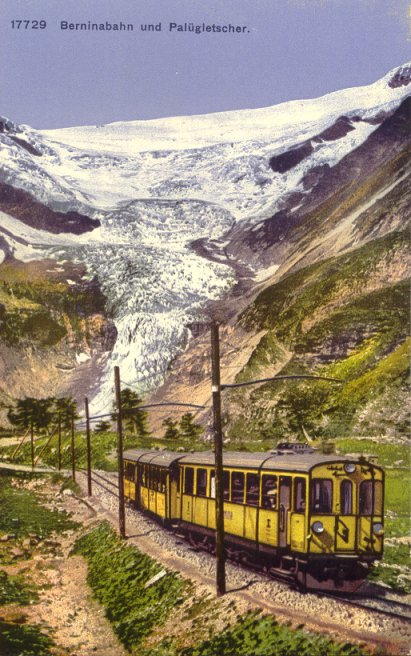
ca. 1910
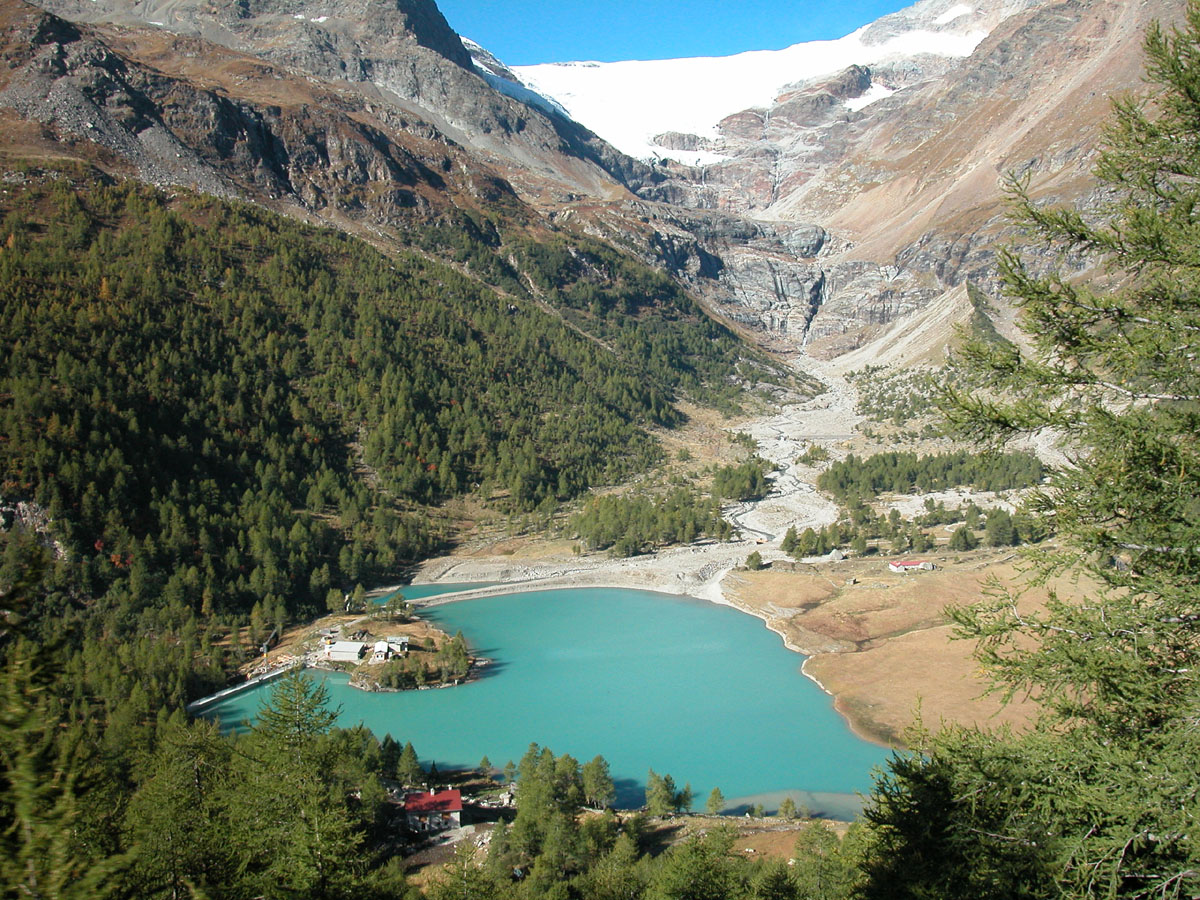
2003
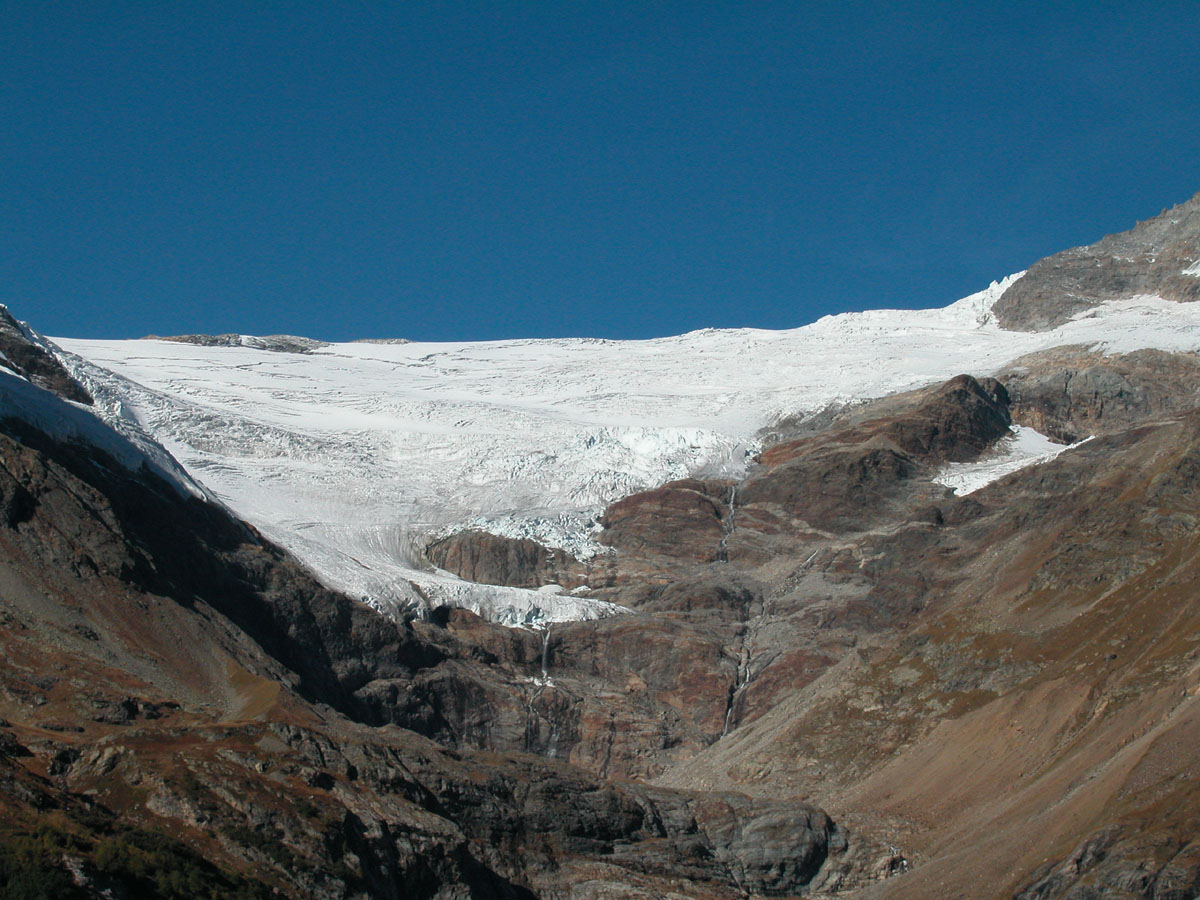
2003
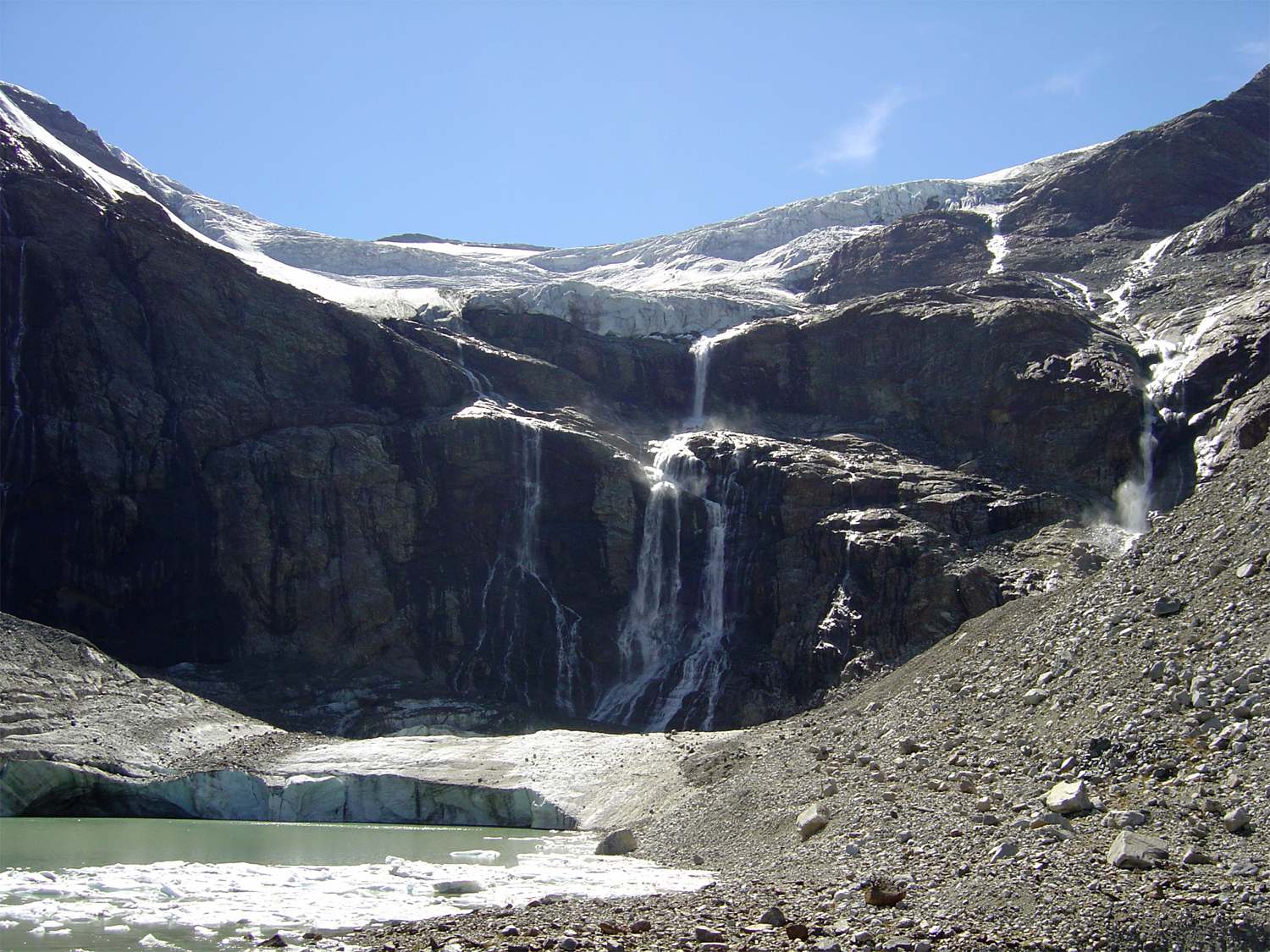
2005
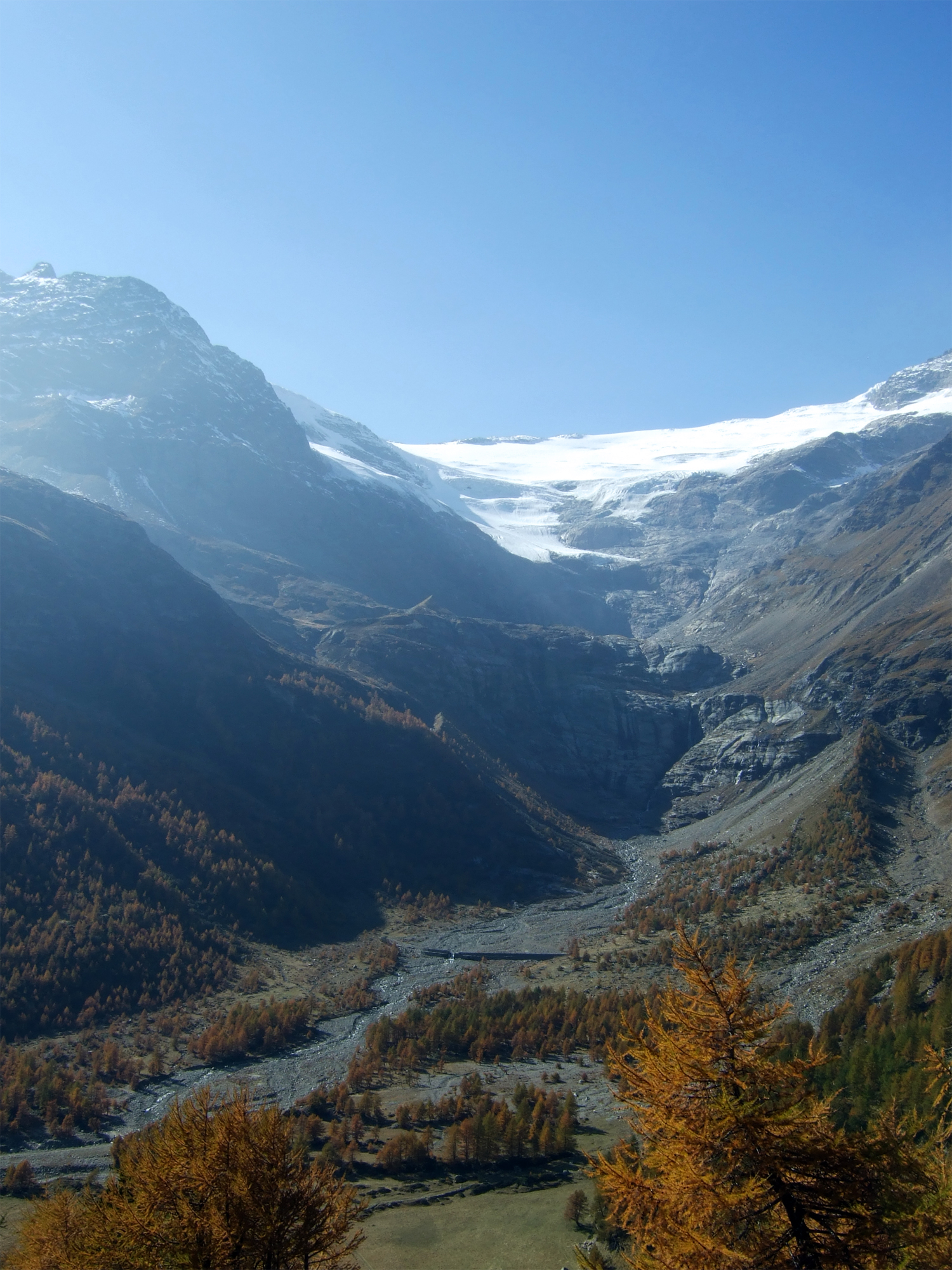
2007
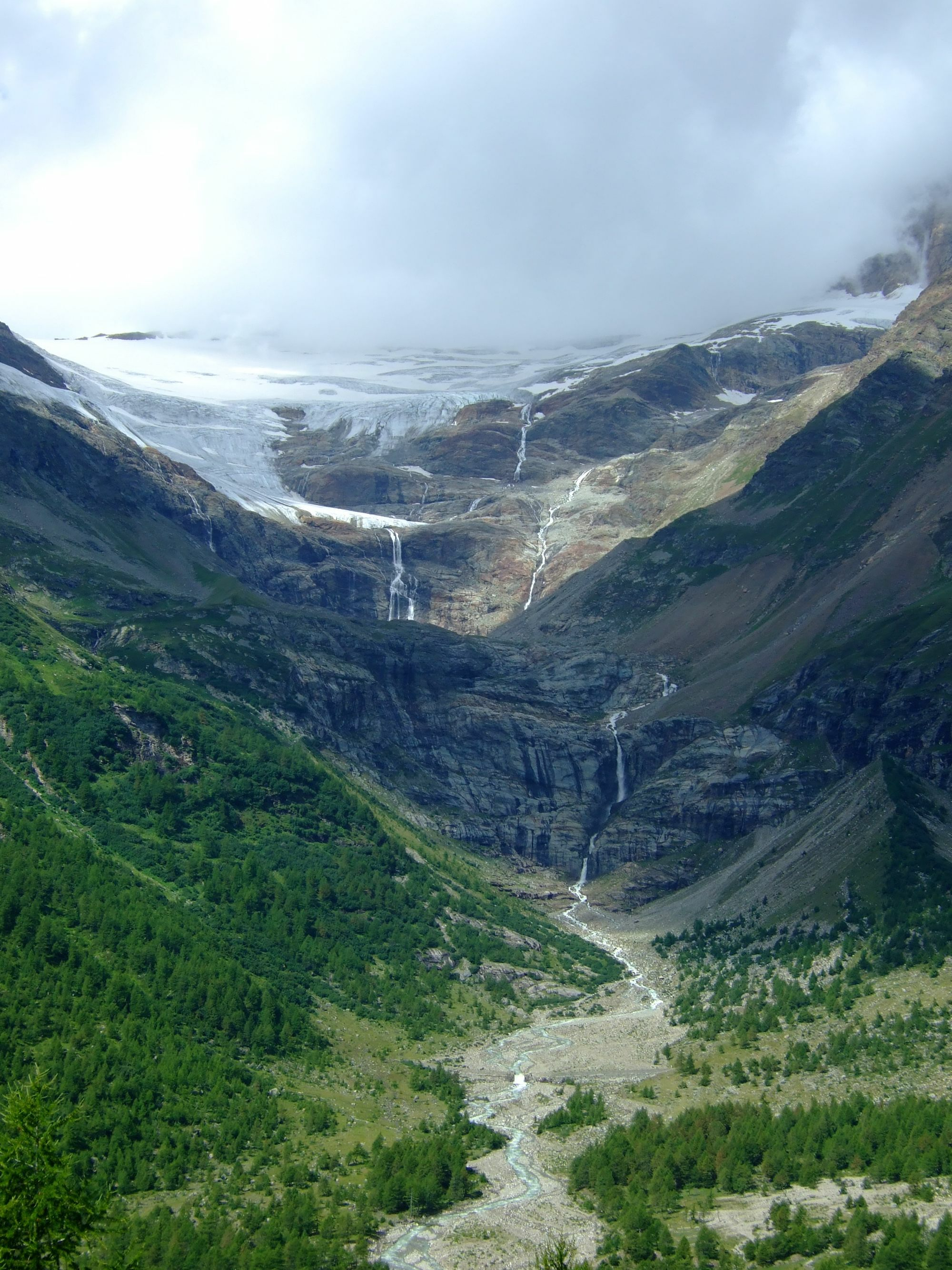
2008
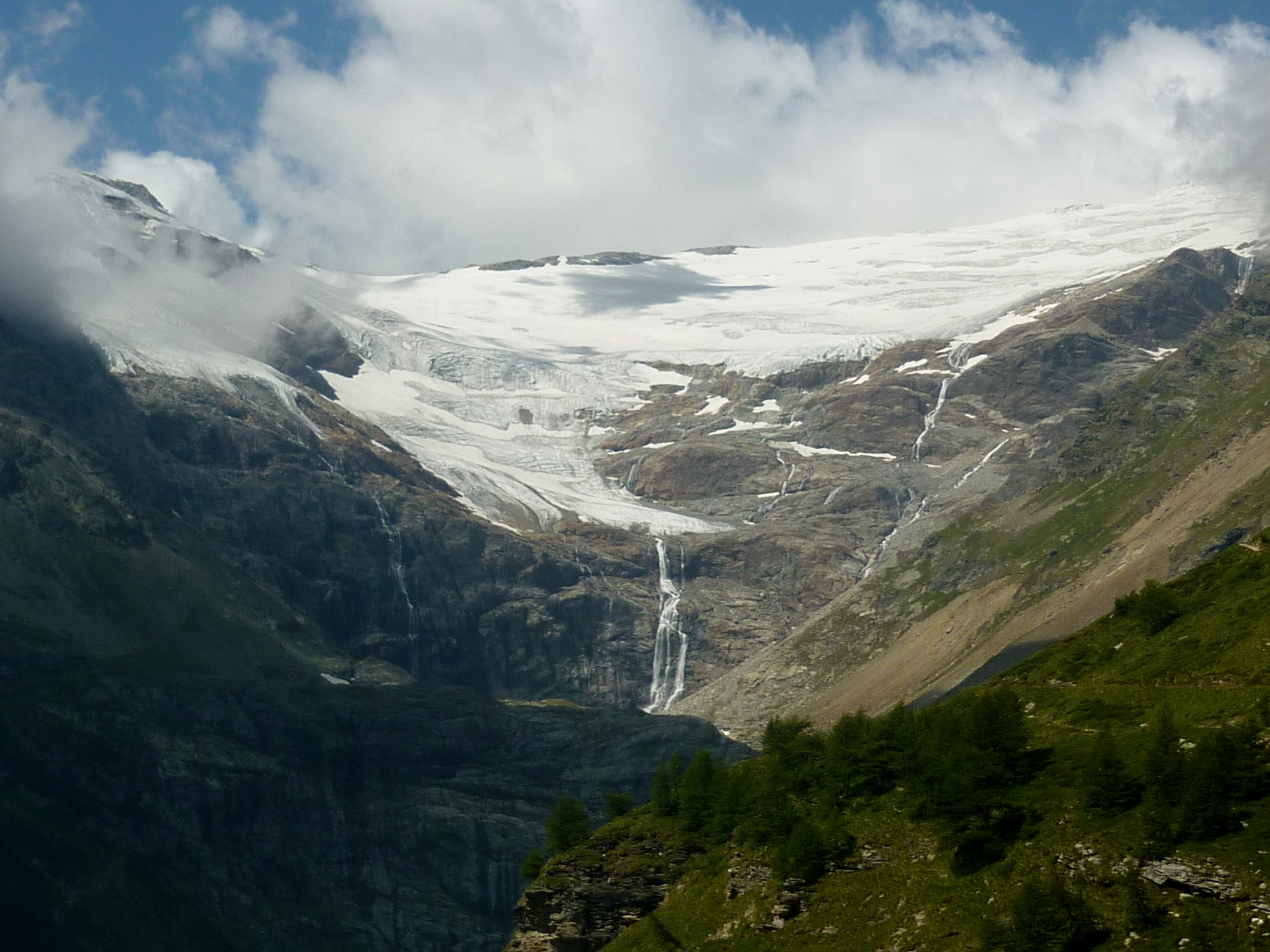
2011
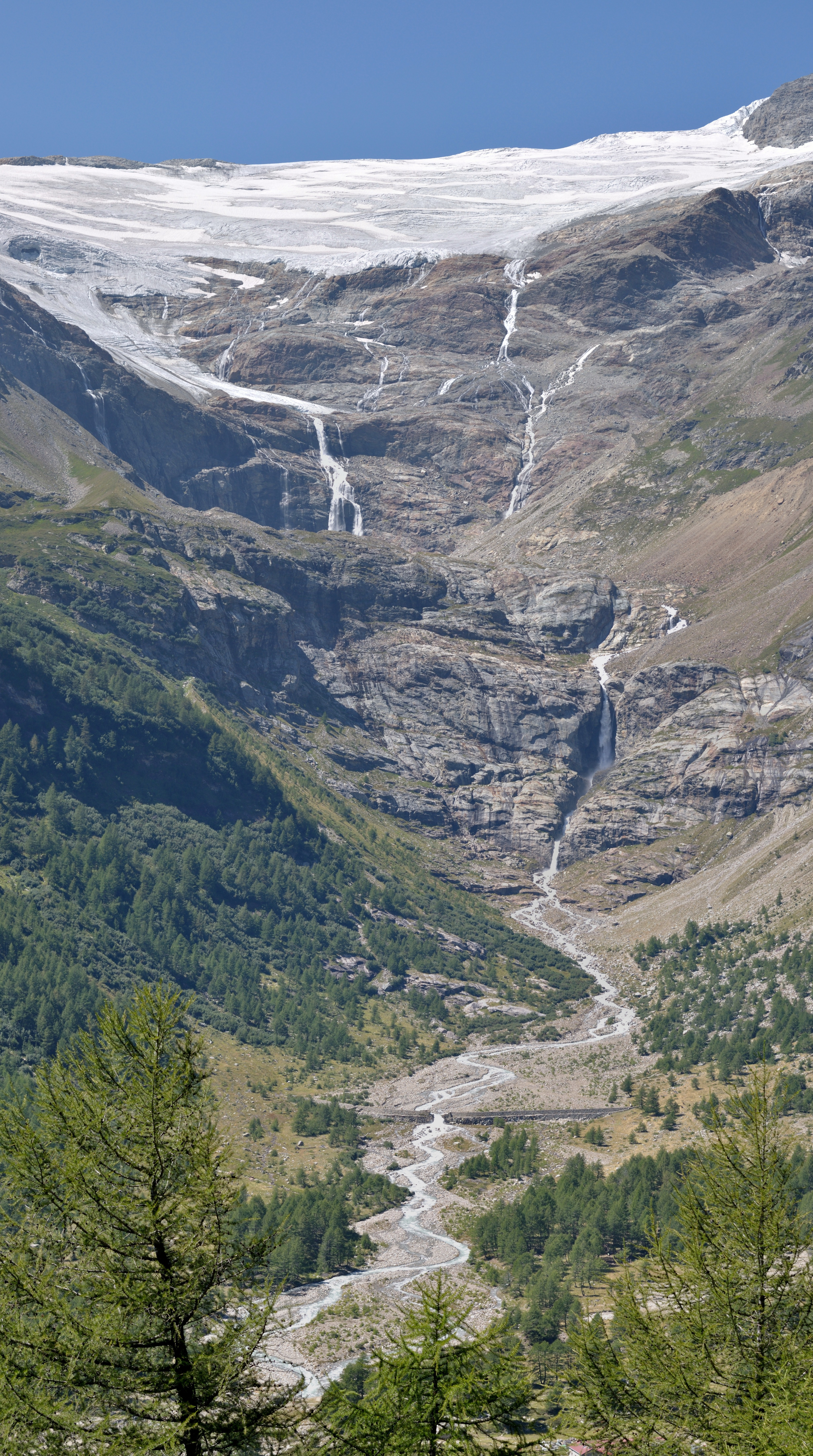
2012
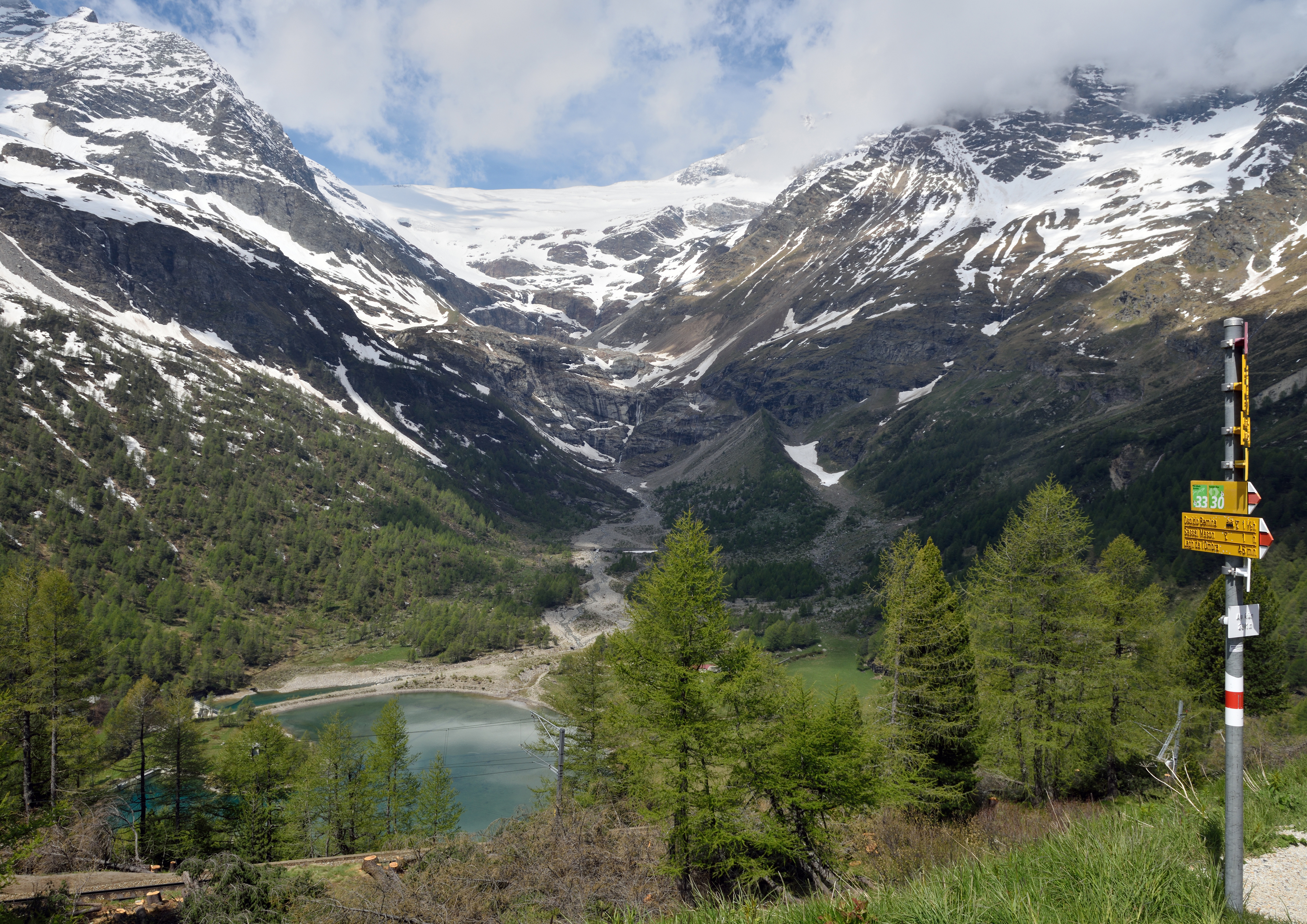
2015
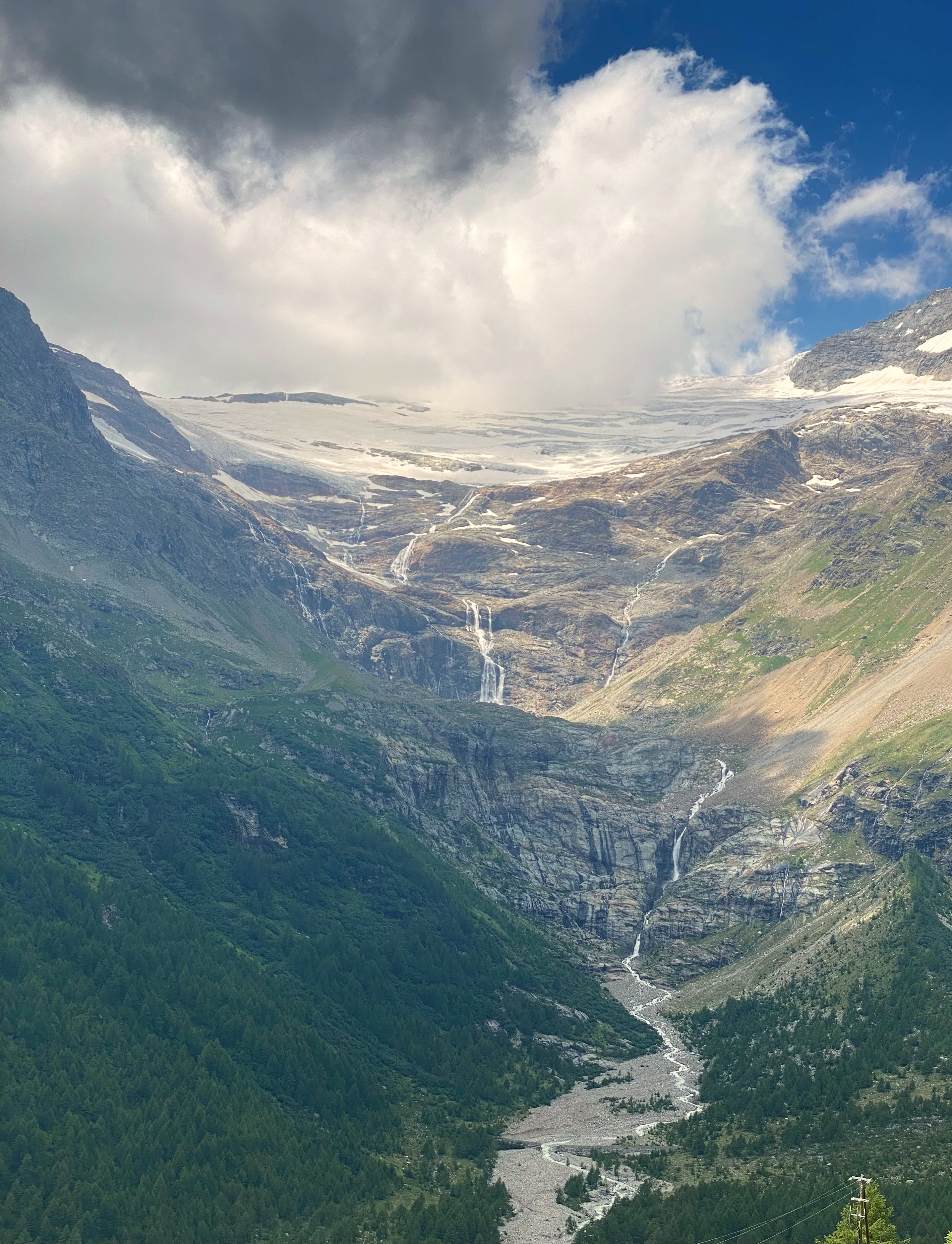
2023